# Émile de Laveleye
Émile Louis Victor de Laveleye (Bruges, 5 aprile 1822 – Liegi, 3 gennaio 1892) è stato un economista e saggista belga.
Liberale di tendenze socialiste, cattolico in seguito convertito al protestantesimo, studiò presso il Collège Stanislas di Parigi, in seguito alle università di Lovanio e Gand, formandosi sotto l'influenza del filosofo François Huet. Si dedicò alla letteratura e alla storia, ma è noto particolarmente per i suoi studi di economia, intrattenne rapporti professionali e di amicizia con l'economista irlandese Thomas Edward Cliffe Leslie. Nel 1864, ricevette la cattedra di economia politica presso l'università di Liegi.
Nel 1867, fu rappresentante del Belgio nella giuria dell'esposizione universale di quell'anno. Fu inoltre membro dell'Accademia reale del Belgio e corrispondente dell'Institut de France. Nei suoi saggi, si occupò, prevalentemente, delle problematiche economico-sociali che affliggevano l'Europa del suo tempo. Nel 1873, fu tra i fondatori dell'Istituto di diritto internazionale e nel 1883 fu socio straniero dei Lincei. 

## Opere scelte
- Mémoire sur la langue et la littérature provençales (1844)
- La question de l'or en Belgique (1860)
- La Russie et l'Autriche depuis Sadowa (1870)
- Essai sur les formes de gouvernement dans les Sociétés Modernes (1872)
- Des Causes actuelles de guerre en Europe et de l'arbitrage (1874)
- De la proprieté et de ses formes primitives (1874)
- La monnaie bimétallique (1876)
- Éléments d'économie politique (1882)